# María Clavería
María Ester Claverie Inostroza (Santiago, 7 de agosto de 1939 - Lecce, Italia, 4 de junio de 2020) fue una baloncestista chilena, integrante de la selección nacional en las décadas de 1950, 1960 y 1970.

## Trayectoria
Su comienzo fue en el club Favee, en el año 1955, siendo nominada a la selección en 1957. En los años 1956 y 1957 defendió el club Santiago Morning.
Desde 1958 jugó en Colo-Colo hasta el año 1961, obteniendo los títulos del Campeonato de la Asociación Santiago en 1959, 1960, y 1961, además del Torneo de Apertura 1961.
Entre los años 1962 y 1967, compite en la Asociación Universitaria defendiendo la Selección de Universidad de Chile. 
En 1968 va a Juan Yarur, compitiendo por ese club hasta su retiro 1972, y en el cual en 1970 obtiene el título del Campeonato de la Asociación Santiago.
Con posteridad a dejar de jugar, fue dirigente del club Famae e integró el primer directorio de la Dimayor.

## Selección nacional
En 1957, época en que jugaba por el club “Favee”, fue llamada por primera vez a integrar la selección nacional.
Vistiendo la camiseta nacional asistió a las competencias en el mundial de Río de Janeiro en 1957, el Panamericano de Chicago, Estados Unidos en 1959 y en los sudamericanos de Lima, Perú en 1958, Asunción, Paraguay en 1962, Río de Janeiro, Brasil en 1965, Cali, Colombia en 1967, Santiago, Chile en 1968, Guayaquil, Ecuador en 1970 y Lima, Perú en 1972 

## Estadísticas

### Clubes
| Club                              | País  | Año         |
| --------------------------------- | ----- | ----------- |
| Club Favee                        | Chile | 1955        |
| Santiago Morning                  | Chile | 1956 - 1957 |
| Colo-Colo (baloncesto femenino)   | Chile | 1958 – 1961 |
| Selección de Universidad de Chile | Chile | 1962 – 1967 |
| Club Juan Yarur                   | Chile | 1968 – 1972 |

## Palmarés

### Campeonatos nacionales
| Título                               | Club                           | Ciudad       | Año  |
| ------------------------------------ | ------------------------------ | ------------ | ---- |
| Asociación de Santiago               | Colo-Colo(baloncesto femenino) | Santiago     | 1959 |
| 16° Nacional                         | Selección Santiago             | Chuquicamata | 1960 |
| Asociación de Santiago               | Colo-Colo(baloncesto femenino) | Santiago     | 1960 |
| Campeonato de Preparación (Apertura) | Colo-Colo(baloncesto femenino) | Santiago     | 1961 |
| Asociación de Santiago               | Colo-Colo(baloncesto femenino) | Santiago     | 1961 |
| 17° Nacional                         | Selección Santiago             | Santiago     | 1961 |
| 22° Nacional                         | Selección Santiago             | Valparaíso   | 1970 |
| Asociación de Santiago               | Juan Yaruru                    | Santiago     | 1970 |

### Copas internacionales
| Título                  | Club                                   | País  | Año  |
| ----------------------- | -------------------------------------- | ----- | ---- |
| Campeonato Sudamericano | Selección de Chile Básquetbol Femenino | Chile | 1960 |